# Roseanna
Roseanna è il primo romanzo poliziesco scritto nel 1965 dalla coppia di autori svedesi Maj Sjöwall e Per Wahlöö. Il libro appartiene alla serie in cui indaga il commissario di polizia Martin Beck ed è un police procedural che per alcuni aspetti riprende il modello della serie dell'87º Distretto di Ed McBain, anche se in una intervista al Wall Street Journal del 2009, Maj Sjöwall ha negato che i romanzi di McBain siano stati il modello della serie con Martin Beck.

## Trama
Il cadavere della statunitense Roseanna McGraw viene ritrovato il 7 luglio 1964 lungo il Göta Canal presso la cittadina di Motala, sulla riva orientale del lago Vättern in Svezia. Fin dall'inizio le indagini della polizia locale si dimostrano difficili: nessuno riesce ad identificare la vittima e non si riesce a chiarire dove sia avvenuto il delitto.
Viste le difficoltà che deve affrontare il detective Ahlberg, incaricato del caso, viene deciso di affidare la conduzione delle indagini al commissario Martin Beck, affiancato dai suoi uomini della polizia di Stoccolma, Lennart Kollberg e Frederik Melander.

## Edizioni
- Maj Sjöwall e Per Wahlöö, Roseanna, traduzione di Renato Zatti, collana La memoria, n. 638, Sellerio Editore, 2005,  p. 315, ISBN 88-389-1974-7.